# Ghost Tropic
Ghost Tropic is een Belgische dramafilm uit 2019 onder de regie van Bas Devos. De première van de film werd getoond voor de Quinzaine des Réalisateurs op het Filmfestival van Cannes in 2019.

## Verhaal
Een vrouw valt in slaap in de metro. Aangekomen aan het einde van de lijn, rijden er geen treinen meer en besluit ze de lange wandeling te voet naar huis te maken. Een reis door de stad Brussel leidt tot een reeks nachtelijke ontmoetingen.

## Rolverdeling
| Acteur          | Personage                   |
| --------------- | --------------------------- |
| Saadia Bentaïeb | Khadija                     |
| Nora Dari       | dochter van Khadija         |
| Maaike Neuville | bediende van benzinestation |
| Stefan Gota     | bewakingsagent              |
| Cédric Luvuezo  | dokter                      |